# Martín Oliver (Triathlet)
Martín Oliver, vollständiger Name Martín Oliver Rostan, (* 21. Juni 1991) ist ein uruguayischer Triathlet.

## Karriere
Der 1,64 Meter große Oliver besucht das Instituto Superior de Educación Física in Maldonado. Er gehörte dem uruguayischen Aufgebot bei den Panamerikanischen Spielen 2011 in Guadalajara an. Den Triathlon absolvierte er in 1:58:16 Stunden und wurde somit 27. des Wettbewerbs. Er war Mitglied des uruguayischen Teams bei den Südamerikaspielen 2014 in Santiago de Chile. Dort erreichte er den 15. Platz. Im März 2015 wurde er Uruguayischer Meister im Triathlon. 2015 wirkte er auch beim Triathlon-Weltcuo im mexikanischen Huatulco mit und erreichte das Ziel auf dem 38. Platz. Erneut nahm er mit der uruguayischen Mannschaft an den Panamerikanischen Spielen 2015 in Toronto teil. Dort belegte er im Triathlon-Wettbewerb den 26. Platz.

## Erfolge
- Uruguayischer Meister 2015